# Rhopalaea cloneyi
Rhopalaea cloneyi is een zakpijpensoort uit de familie van de Diazonidae. De wetenschappelijke naam van de soort is voor het eerst geldig gepubliceerd in 1996 door Vazquez & Young.